# Гехаймрат
Геха́ймрат (нем. Geheimrat) — тайный советник (должность и титул в Германии и прибалтийских землях).
Титул носили члены так называемой Тайной коллегии (Ratskollegium) или Тайного совета. В Пруссии с середины XVII века действительно существовали тайные советы, члены которых действовали параллельно судебным властям и пользовались особым доверием короля. Позже появился титул «действительный тайный советник» (Wirklicher Geheimer Rat).
Обладателя титула, как правило, полагалось называть «Ваше превосходительство». Титул стал присваиваться высшим чиновникам уровня министров, председателей коллегий и пр. Позже стал присваиваться просто как титул без обязательного участия в государственном управлении или службе. Присваивался крупным коммерсантам, промышленникам, экономистам и как почётное звание за длительную государственную службу.
Ликвидирован в Германии в 1918, в Австрии — в 1919 годах.